# Octacílio
Octacílio, właśc. Octacílio Pinheiro Guerra (ur. 21 listopada 1909 w Porto Alegre, zm. 26 lutego 1967 w Porto Alegre) – piłkarz brazylijski grający na pozycji środkowego obrońcy.
Octacílio karierę piłkarską rozpoczął w 1920 roku w klubie S.C. Rio Grande, w którym grał do 1924 roku. W 1925 przeszedł do Botafogo FR, w którym grał do końca kariery, którą zakończył w 1937 roku. Największymi sukcesami w karierze klubowej Octacílio było pięciokrotne zdobycie mistrzostwa stanu Rio de Janeiro – Campeonato Carioca w 1930, 1932, 1933, 1934, 1935.
W 1934 Octacílio pojechał z reprezentacją Brazylii do Włoch na mistrzostwa świata, jednakże nie zagrał w jedynym, przegranym meczu przeciwko Hiszpanią. Zadebiutował w reprezentacji w meczu przeciwko Chorwacji 8 czerwca 1934 w Zagrzebiu. Był to jedyny jego mecz międzypaństwowy, gdyż pozostałe 10 meczów i 1 strzelona bramka w barwach canarinhos w 1934 roku było rozegrane przeciwko drużynom klubowym, bądź też regionom.